# Claustropyga simplicis
Claustropyga simplicis är en tvåvingeart som beskrevs av Hippa, Vilkamaa och Werner Mohrig 2003. Claustropyga simplicis ingår i släktet Claustropyga och familjen sorgmyggor. Inga underarter finns listade i Catalogue of Life.